# Nội chiến Cộng hòa La Mã thứ ba
Nội chiến Cộng hòa La Mã thứ ba bắt đầu do Liên minh Tam hùng thứ hai nhằm trả thù cho vụ ám sát Julius Caesar. Cuộc chiến này diễn ra giữa lực lượng của Marcus Antonius và Octavian (các thành viên của Tam đầu chế) với lực lượng của những kẻ ám sát Caesar, do Marcus Junius Brutus và Gaius Cassius Longinus lãnh đạo – được gọi là Liberatores (Những người giải phóng).
Liên minh Tam hùng giành chiến thắng tại trận Philippi vào tháng 10 năm 42 TCN. Sau thất bại, Cassius và Brutus đều tự sát, trong đó Brutus tự sát sau phần thứ hai của trận chiến.

## Bối cảnh
Sau khi Julius Caesar bị ám sát, hai kẻ chủ mưu chính là Brutus và Cassius – còn được gọi là “Liberatores”  – đã rời khỏi nước Ý và kiểm soát toàn bộ các tỉnh miền Đông Đế chế La Mã, từ Hy Lạp và Macedonia cho đến Syria, bao gồm cả các vương quốc đồng minh ở khu vực này. Trong khi đó, tại Rome, ba nhà lãnh đạo chính thuộc phe ủng hộ Caesar là Marcus Antonius, Octavian (cháu nuôi và người thừa kế Caesar), và Marcus Aemilius Lepidus đã nắm quyền kiểm soát gần như toàn bộ quân đội La Mã ở phía Tây. Lực lượng này nhanh chóng đánh bại sự chống đối từ Viện Nguyên lão và thành lập Liên minh Tam hùng lần thứ hai.
Mục tiêu hàng đầu liên minh này là tiêu diệt lực lượng Brutus và Cassius – không chỉ nhằm giành quyền kiểm soát hoàn toàn Đế chế La Mã mà còn để trả thù cho cái chết của Caesar. Họ quyết định để Lepidus ở lại Ý, trong khi hai nhân vật chủ chốt là Antonius và Octavian dẫn quân đến miền Bắc Hy Lạp với đội quân mạnh gồm 28 quân đoàn tinh nhuệ.
Năm 42 TCN, hai tướng Gaius Norbanus Flaccus và Decidius Saxa được cử đi trước với lực lượng tiên phong gồm tám quân đoàn, tiến vào Macedonia để đối đầu với quân đội Brutus và Cassius. Tại khu vực gần thành Philippi, hai lực lượng này chạm trán với nhau. Mặc dù lực lượng ít hơn, Norbanus và Saxa đã chiếm được một vị trí chiến lược giúp ngăn chặn sự tiến quân của phe cộng hòa.
Tuy nhiên, Brutus và Cassius dùng mưu mẹo khiến Norbanus tạm thời rút lui khỏi vị trí đó, nhưng Norbanus đã nhanh chóng phát hiện ra mưu kế và giành lại được thế trận. Dù vậy, khi quân Brutus và Cassius thực hiện thành công cuộc đánh vòng sườn, Norbanus và Saxa buộc phải rút lui về Amphipolis. Khi đó, Marcus Antonius và phần lớn lực lượng của liên minh Tam hùng đã đến nơi (trong khi Octavian bị chậm trễ ở Dyrrachium do vấn đề sức khỏe). Antonius nhận thấy Amphipolis được phòng thủ vững chắc và quyết định để Norbanus ở lại giữ quyền chỉ huy thành phố.

## Chuẩn bị
Liên minh Tam hùng đã mang theo 19 quân đoàn đến chiến trường. Nguồn sử liệu chỉ ghi rõ tên một quân đoàn là quân đoàn IV, nhưng các quân đoàn khác cũng có mặt gồm VI, VII, VIII, X Equestris, XII, III, XXVI, XXVIII, XXIX và XXX, dựa trên việc các cựu binh của những đơn vị này được cấp đất sau trận đánh. Theo sử gia Appian, các quân đoàn của Tam hùng hầu hết đều đủ quân số. Ngoài ra, liên minh còn có lực lượng kỵ binh đồng minh rất đông, gồm 13.000 kỵ binh dưới quyền Octavian và 20.000 kỵ binh dưới quyền Antonius.
Về phía Brutus và Cassius (phe Liberators), họ cũng có 19 quân đoàn – trong đó Brutus chỉ huy 8 và Cassius chỉ huy 9, còn 2 quân đoàn khác đi cùng hạm đội. Tuy vậy, chỉ có 2 trong số đó đủ quân số, còn lại chủ yếu được bổ sung bởi quân lính từ các vương quốc đồng minh ở phương Đông. Appian cho biết tổng số bộ binh lên đến khoảng 80.000 người. Lực lượng kỵ binh đồng minh gồm 17.000 người, trong đó có 5.000 kỵ binh bắn cung theo kiểu Đông phương.
Đáng chú ý là phần lớn quân đội phe Liberators gồm các cựu binh từng phục vụ trong quân đội của Caesar ở phương Đông, như các quân đoàn XXVII, XXXVI, XXXVII, XXXI và XXXIII. Trong đó, ít nhất quân đoàn XXXVI từng là cựu binh của Pompey, sau đó được Caesar chiêu mộ sau trận Pharsalus. Do đó, sự trung thành các binh lính khi phải chiến đấu chống lại người kế vị của Caesar là một vấn đề rất nhạy cảm với Brutus và Cassius. Để giữ vững lòng trung thành, Cassius không chỉ có các bài diễn thuyết khích lệ ("Chúng ta từng là lính của Caesar không phải vì ông ta, mà vì đất nước"), mà còn phát tiền thưởng hậu hĩnh – 1.500 denari cho mỗi lính và 7.500 denari cho mỗi centurion (Bách nhân đội trưởng).

## Trận Philippi thứ nhất
Trận chiến Philippi gồm hai cuộc đụng độ lớn, diễn ra trên cánh đồng phía tây thành cổ Philippi. Trận đầu tiên xảy ra vào tuần đầu tháng 10. Trong trận này, Brutus đối đầu với Octavian, còn Antony đánh nhau với Cassius.
Ban đầu, Brutus giành được lợi thế khi đánh bật quân của Octavian và chiếm được trại đối phương. Tuy nhiên, ở phía nam, Antony đã đánh bại Cassius. Vì nhận được tin sai rằng Brutus cũng đã thất bại, Cassius tuyệt vọng và tự sát. Sau đó, Brutus kịp thời tập hợp lại các đơn vị còn lại của Cassius. Cả hai bên đều cho quân rút về trại cùng với chiến lợi phẩm. Nhìn chung, trận đánh này kết thúc với kết quả hòa, nếu không tính đến việc Cassius mất mạng do tự sát.

## Hải chiến và các trận đánh khác
Cùng ngày với trận đầu tiên ở Philippi, hạm đội phe Cộng hòa (Brutus và Cassius) đã tuần tra tại biển Ionian và đánh chặn thành công lực lượng tiếp viện phe Tam hùng — gồm hai quân đoàn, các binh sĩ khác và nguồn tiếp tế do Gnaeus Domitius Calvinus chỉ huy. Điều này khiến tình hình của Antony và Octavian trở nên nghiêm trọng: các vùng Macedonia và Thessaly lúc đó đã cạn kiệt tài nguyên và không thể tiếp tế lâu dài cho quân đội. Trong khi đó, Brutus lại dễ dàng nhận được tiếp viện từ đường biển. Phe Tam hùng buộc phải cử một quân đoàn đi về phía nam, đến vùng Achaia để thu thập thêm lương thực. Để giữ tinh thần quân sĩ, Phe Tam hùng hứa thưởng thêm 5.000 denarii cho mỗi binh lính và 25.000 cho mỗi Bách nhân đội trưởng.
Tuy nhiên, phe Cộng hòa cũng gặp tổn thất lớn khi mất đi người chỉ huy tài giỏi nhất là Cassius. Brutus tuy can đảm nhưng không có kinh nghiệm quân sự vững vàng như Cassius, và cũng không có uy tín tuyệt đối với đồng minh và binh sĩ. Dù vậy, sau trận đánh, Brutus vẫn cố gắng khích lệ quân lính bằng cách phát thêm 1.000 denarii cho mỗi người.
Trong ba tuần sau đó, Antony âm thầm điều quân tiến xuống phía nam, chiếm đóng và củng cố một ngọn đồi gần trại cũ của Cassius — khu vực mà Brutus đã để trống. Để tránh bị đánh vòng sườn, Brutus buộc phải kéo dài phòng tuyến về phía nam, song song với đường Via Egnatia, và xây dựng thêm nhiều đồn trú kiên cố. Dù vậy, Brutus vẫn giữ vị trí phòng thủ tốt trên vùng đất cao, có đường tiếp viện an toàn từ biển, và Brutus vẫn muốn kiên trì chiến lược ban đầu: tránh giao tranh trực diện, dùng ưu thế hải quân để làm địch kiệt quệ.
Tuy nhiên, các sĩ quan và binh lính của Brutus ngày càng mệt mỏi với chiến thuật trì hoãn và yêu cầu tổ chức thêm một trận đánh mở. Nhiều người có nguy cơ đào ngũ sang phía đối phương. Plutarch còn ghi lại rằng Brutus vẫn chưa hay tin lực lượng tiếp viện phe địch đã bị đánh bại ở biển Ionian. Khi một số đồng minh phương Đông và lính đánh thuê bắt đầu rút lui, Brutus buộc phải chấp nhận mở trận chiến thứ hai vào chiều ngày 23 tháng 10.

## Trận Philippi thứ hai
Trận chiến thứ hai diễn ra vào ngày 23 tháng 10 đã kết thúc hoàn toàn lực lượng của Brutus, và Brutus cũng chọn tự sát giống như Cassius trước đó. Kết quả là phe Tam hùng giành toàn quyền kiểm soát Cộng hòa La Mã.
Trận này diễn ra rất ác liệt, với cuộc giao tranh trực diện giữa hai đội quân gồm các cựu binh dày dạn kinh nghiệm. Cung tên và lao hầu như không còn hiệu quả; các binh sĩ xếp hàng chặt chẽ và chiến đấu giáp lá cà bằng kiếm, gây ra một cuộc tàn sát kinh hoàng.
Cuối cùng, đợt tấn công của Brutus bị đẩy lùi, đội quân của Brutus rơi vào hỗn loạn và tan vỡ đội hình. Quân của Octavian chiếm được cổng trại của Brutus trước khi binh sĩ rút lui kịp, khiến quân Brutus không thể tái lập hàng ngũ và hoàn toàn bị đánh bại. Brutus chỉ kịp rút lui cùng tàn quân còn lại tương đương khoảng 4 quân đoàn lên vùng đồi gần đó. Nhận thấy không còn đường thoát và sớm bị bắt, Brutus đã tự sát vào ngày hôm sau.

## Kết thúc
Theo Plutarch, sau trận chiến, Marcus Antonius đã phủ lên thi thể của Brutus một chiếc áo choàng màu tím để bày tỏ sự kính trọng vì giữa họ từng có tình bạn thân thiết. Antonius cũng nhớ rằng Brutus, khi tham gia vào âm mưu ám sát Julius Caesar, đã đặt điều kiện không được làm hại mình. Trận chiến Philippi không chỉ là dấu chấm hết cho phong trào Cộng hoà, mà còn gây ra cái chết của nhiều quý tộc trẻ La Mã. Trong số những người chết hoặc tự sát sau thất bại có con trai của nhà hùng biện Hortensius, Marcus Porcius Cato (con trai của Cato Trẻ), và Marcus Livius Drusus Claudianus, cha của Livia – người sau này trở thành vợ Octavian.
Porcia, vợ Brutus, theo một số thông tin được cho là đã tự tử bằng cách nuốt than hồng khi biết tin chồng thất trận. Tuy nhiên, tính xác thực câu chuyện này bị nghi ngờ, vì có bằng chứng cho thấy Porcia đã mất hơn một năm trước đó. Một số quý tộc sống sót sau trận chiến đã đầu hàng Antonius và gia nhập hàng ngũ Antonius, trong đó có Lucius Calpurnius Bibulus và Marcus Valerius Messalla Corvinus. Nhiều người lựa chọn đầu quân cho Antonius vì không muốn phải làm việc với Octavian, người còn trẻ và được cho là tàn nhẫn.
Tàn quân phe Cộng hoà được tổ chức lại: khoảng 14.000 người được tuyển vào quân đội liên minh Tam hùng, còn các cựu binh lớn tuổi thì được cho về hưu trở lại Ý. Một số cựu binh khác vẫn ở lại Philippi, nơi sau này được tổ chức thành thuộc địa La Mã mang tên Colonia Victrix Philippensium.
Sau chiến thắng, Antonius ở lại phía Đông để tiếp tục công việc chính trị và quân sự, còn Octavian trở về Ý để giải quyết việc phân chia đất đai cho số lượng lớn cựu binh – một nhiệm vụ đầy khó khăn. Mặc dù Sextus Pompeius vẫn kiểm soát đảo Sicilia và Domitius Ahenobarbus vẫn còn chỉ huy hạm đội Cộng hoà, nhưng sau thất bại tại Philippi, phong trào Cộng hoà xem như đã hoàn toàn sụp đổ.
Tuy nhiên, vẫn còn những tàn dư phe Cộng hoà tại phương Đông. Họ tập hợp xung quanh Quintus Labienus, người đã chạy sang đế quốc Parthia để tìm sự hỗ trợ. Đế chế Parthia trước đó từng hỗ trợ phe Pompey và nay tiếp tục giúp đỡ những người chống lại Tam hùng. Năm 40 TCN, bị thuyết phục bởi Labienus và tin rằng phòng tuyến La Mã yếu ớt sau các cuộc nội chiến, quân Parthia mở cuộc xâm lược vào Syria và Tiểu Á. Ban đầu, Parthia đạt được nhiều thắng lợi, nhưng sau đó bị quân Tam hùng đẩy lùi. Labienus tử trận, chấm dứt vai trò trong cuộc kháng chiến Cộng hoà, chỉ còn lại một số ít người tiếp tục chống đối.